# Убивство Степана Бандери

Убивця Степана Бандери Богдан Сташинський

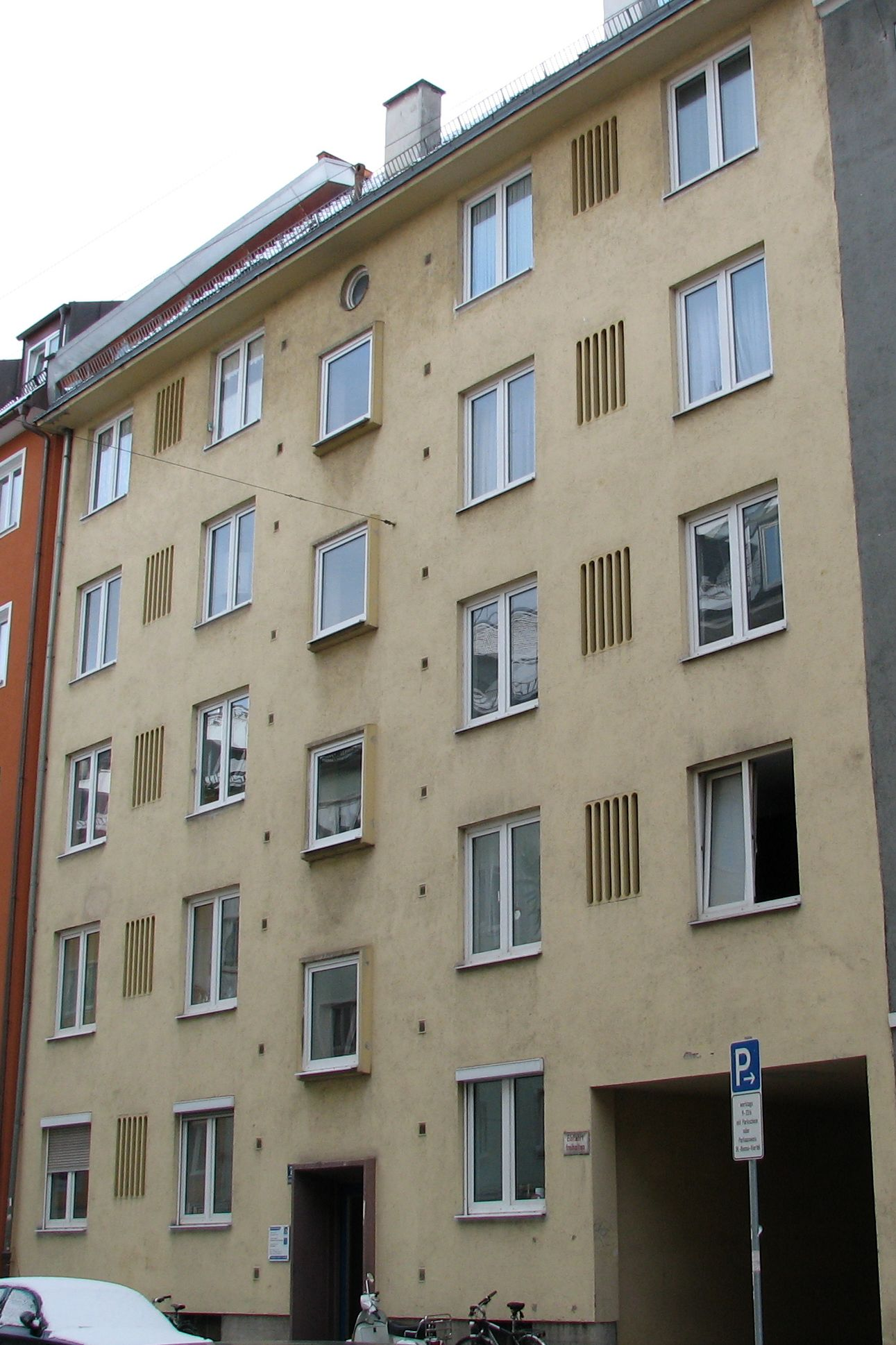
Будинок, у якому жив і був убитий Степан Бандера

15 жовтня 1959 року в під'їзді будинку на вулиці Крайтмайрштрассе (Kreittmayrstraße), 7, в Мюнхені о 13:05 знайшли ще живого залитого кров'ю Степана Бандеру. Медична експертиза виявила, що причиною смерті була отрута. Богдан Сташинський зі спеціального пістолета вистрілив в обличчя Степану Бандері струменем розчину ціанистого калію. Два роки потому, 17 листопада 1961 р., німецькі судові органи проголосили, що вбивцею Степана Бандери є Богдан Сташинський, який діяв з наказу Шелепіна і Хрущова.
Після докладного слідства проти вбивці відбувся так званий «процес Сташинського» від 8 до 15 жовтня 1962 р. Присуд проголошено 19 жовтня — вбивцю засуджено на 8 років важкої в'язниці.
12 серпня 1961 року стало «чорною п'ятницею» для КДБ. Втеча подружжя Сташинських сплутала всі карти не тільки організаторам вбивства в Кремлі. Після зізнання Богдана Сташинського у вбивстві Лева Ребета і Степана Бандери американці передали його німцям.
Сташинський під впливом дружини Інге Поль зрозумів, що як особа, яка багато знає, може бути знищена тим же КДБ, тому втік разом з нею на Захід, в американську зону Західного Берліна. Краще сісти в тюрму в демократичній державі, ніж бути знищеним зовсім. Так зникали попередні агенти, яким було дано завдання знищити Бандеру.
На думку багатьох аналітиків того часу, це було «лагідне», як тоді говорили, покарання.
Службою зовнішньої розвідки України було розсекречені архіви відносно Богдана Сташинського — «Справа оперативної розробки агента КДБ Сташинського Б. М. („Олег“ — „Тарас“)» його особова справа в 7 томах.